# Сампаю, Патрисия
Патрисия Фернандеш Сампаю (порт. Patrícia Fernandes Sampaio; род. 30 июня 1999, Томар) — португальская дзюдоистка, бронзовый призёр летних Олимпийских игр 2024 года, серебряный призёр II Европейских игр, чемпионка Европы 2025 года, бронзовый призёр чемпионата мира 2025 года, бронзовый призёр чемпионата Европы 2023 года. Участница летних Олимпийских игр 2020 года. 

## Биография
Патрисия Фернандеш Сампаю борется в весовой категории до 78 килограммов и представляет Португалию на международной спортивной арене.
В 2019 году на Европейских играх в Минске в составе смешанной команды Португалии завоевала серебряную медаль. В этом же году стала победительницей турнира из серии Гран-При в Перте. 
В 2021 Патриция смогла квалифицироваться на летние Олимпийские игры в Токио в весовой категории до 78 килограммов. На Олимпиаде она уступила во втором раунде сопернице из Германии Анне-Марии Вагнер.
В ноябре 2023 года, во французском Монпелье, на чемпионате Европы, португальская дзюдоистка в весовой категории до 78 кг стала обладателем бронзовой медали, в поединке за третье место победила спортсменку из Нидерландов Гюше Стенхёйс.
На летних Олимпийских играх 2024 года в Париже в категории до 52 кг завоевала бронзовую медаль, в поединке за третье место одолев соперницу из Японии Рику Такаяму.
В апреле 2025 года на чемпионате Европы в Подгорице в категории до 78 кг завоевала золотую медаль. В финальной схватке одолела соперницу из Германии Анну Монте Олек. В июне 2025 года на чемпионате мира в Будапеште в весовой категории до 78 кг завоевала бронзовую медаль. В схватке за третье место одолела соперницу из Китая Ма Чжэньчжао.